# 枫木团苗族侗族乡
枫木团苗族侗族乡，是中华人民共和国湖南省邵陽市绥宁县下辖的一个乡镇级行政单位。

## 行政区划
枫木团苗族侗族乡下辖以下地区：
枫木团村、道口村、界头炉村、新屋场村、秋木田村、黄泥井村、净溪村、黄土江村、印坪村和白岩水村。